# Thonburi

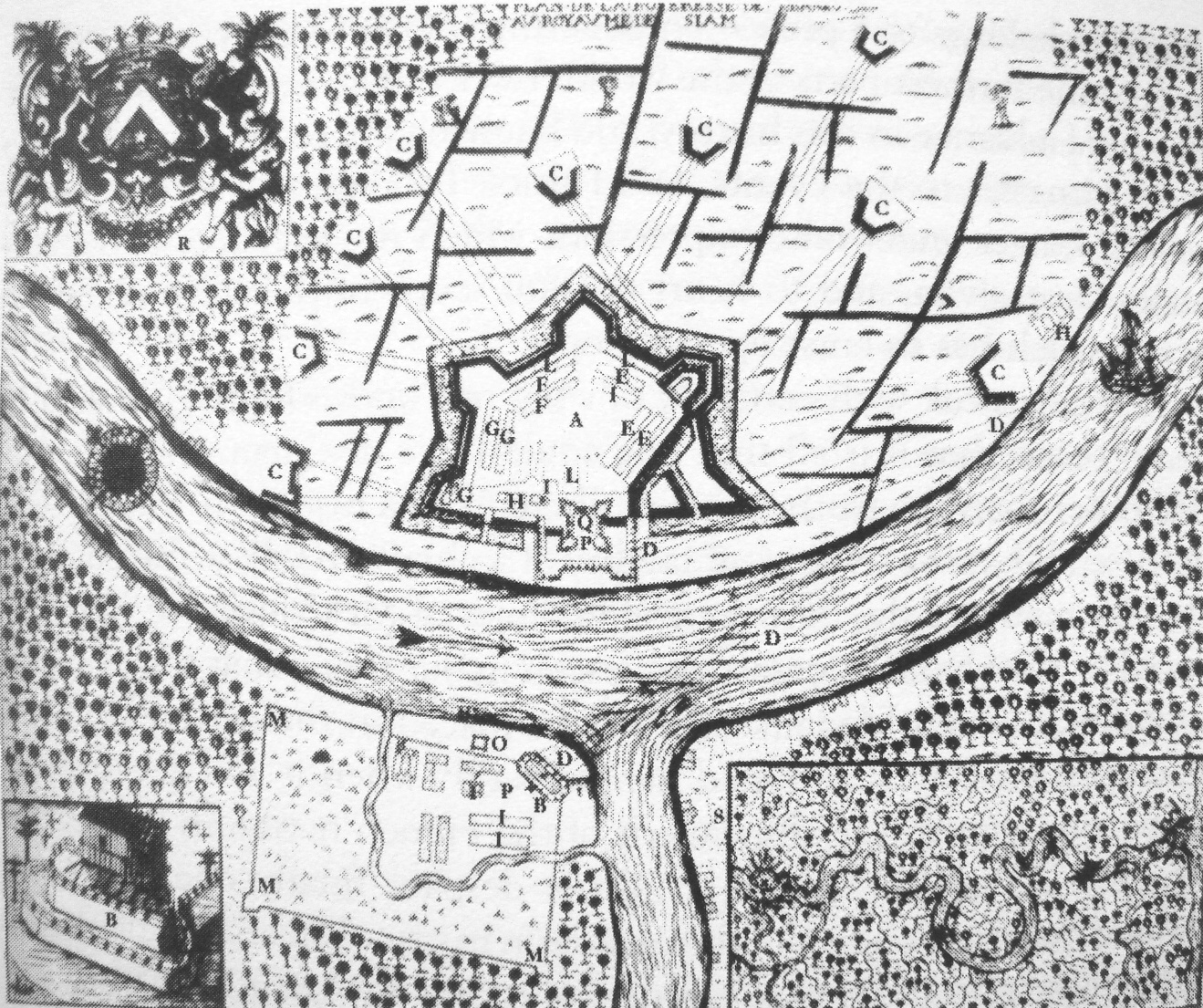
La villa de Thonburi, en el banco derecho (oeste) del Chao Phraya (en la imagen en la esquina inferior izquierda), de frente a la fortaleza de Bangkok, durante el Sitio de Bangkok en 1688.

Thon Buri (en tailandés: ธนบุรี) fue la capital de Tailandia durante un corto tiempo en el reinado de Taksin, después del saqueo por los birmanos de la anterior capital, Ayutthaya. El Rey Rama I trasladó la capitalidad a Bangkok en 1782, al otro lado del río Chao Phraya. Thon Buri permaneció como ciudad y provincia independiente hasta 1972, cuando se integró en Bangkok.